# Nuevo Partido Democrático de Manitoba
El Nuevo Partido Democrático de Manitoba es un partido político Socialdemocracia en la provincia canadiense de Manitoba. Es el ala provincial del federal Nuevo Partido Democrático (NPD), y es descendiente directo del Manitoba Co-operative Commonwealth Federation. Forma la principal oposición al gobierno en la Asamblea legislativa de Manitoba.

## Líderes del partido
- Russell Paulley (1961-1969)
- Edward Schreyer (1969-1977) (Primer ministro 1969-1977)
- Howard Pawley (1981-1988) (Primer ministro 1981-1988)
- Gary Doer (1988-2009) (Primer ministro 1999-2009)
- Greg Selinger (2009-...) (Primer ministro 2009-...)

### Elecciones de Manitoba
| Año  | # de votos   | % de votos | # de escaños | +/– | Gobierno            |
| ---- | ------------ | ---------- | ------------ | --- | ------------------- |
| 1962 | 47.304 (3º)  | 15,8%      | 7/57         | 3a  | Oposición           |
| 1966 | 75.333 (3º)  | 23,14%     | 11/57        | 4   | Oposición           |
| 1969 | 128.080 (1º) | 38,27%     | 28/57        | 17  | Gobierno en minoría |
| 1973 | 197.585 (1º) | 42,31%     | 31/57        | 3   | Gobierno en mayoría |
| 1977 | 188.124 (2º) | 38,62%     | 23/57        | 8   | Oposición           |
| 1981 | 228.784 (1º) | 47,38%     | 34/57        | 11  | Gobierno en mayoría |
| 1986 | 198.261 (1º) | 41,50%     | 30/57        | 4   | Gobierno en mayoría |
| 1988 | 126.954 (3º) | 23,62%     | 12/57        | 18  | Oposición           |
| 1990 | 141.328 (2º) | 28,80%     | 20/57        | 8   | Oposición           |
| 1995 | 165.489 (2º) | 32,81%     | 23/57        | 3   | Oposición           |
| 1999 | 219.689 (1º) | 44,51%     | 32/57        | 9   | Gobierno en mayoría |
| 2003 | 195.425 (1º) | 49,47%     | 35/57        | 3   | Gobierno en mayoría |
| 2007 | 200.834 (1º) | 48,00%     | 36/57        | 1   | Gobierno en mayoría |
| 2011 | 199.069 (1º) | 46,16%     | 37/57        | 1   | Gobierno en mayoría |
| 2016 | 112.748 (2º) | 25,78%     | 14/57        | 23  | Oposición           |
| 2019 | 150.016 (2º) | 31,55%     | 18/57        | 4   | Oposición           |
| 2023 | 221.695 (1º) | 45,63%     | 34/57        | 16  | Gobierno en mayoría |

a Respecto al resultado obtenido por Manitoba Co-operative Commonwealth Federation en 1959.
- Datos: Q774542